# Султанбеков, Зейнулла Кабдышевич
Зейнулла Кабдышевич Султанбеков (04.02.1944) — известный врач-организатор, учёный, педагог, доктор медицинских наук, профессор, общественный деятель, Академик Международной Академий Наук Экологии, Безопасности Человека и Природы, врач высшей категории по социальной гигиене и организации здравоохранения и профпатологии, «Отличник здравоохранения РК».

## Трудовая деятельность
• 1970-1971 - Врач военного госпиталя г. Самарканд
• 1971-1972 - начальник отдела частного медицинского обслуживания г. Отырар
• 1972-1975 - врач-отоларинголог в г. Усть-Каменогорск
• 1975-1981 - врач Центрального комитета профсоюза металлургов СССР ВКО
• 1981-1984 - заместитель главного врача областной больницы ВКО
• 1984-1990 - главный врач профпатологической клиники ВКО
• 1990-1999 - руководитель филиала научно-исследовательского института «Гигиена и профессиональные заболевания»
г. Усть-Каменогорск
• 1999-2002 - директор «Профпатологической клиники» и  директор Государственного предприятия Департамента гигиены и эпидемиологии научно-исследовательского центра патологии г. Усть-Каменогорска
• С января 2002 года директор ВК филиала «Национального центра гигиены труда и профессиональных заболеваний»
• с 2007г. Профессор кафедры Безопасность жизнедеятельности и охраны окружающей среды Восточно-Казахстанского технического университета им. Д. Серикбаева

## Научная деятельность
Автор более 200 научных трудов, 5 монографий, 20 методических пособий, 16 рекомендательных изобретений. Под его
руководством защищены 10 кандидатских диссертаций.
• Авторские свидетельства и методические рекомендации:
1. «Способ приготовления раствора из пантов для физиотерапии» (2004)
2. «Панты и их лечебно-профилактическое использование в профпатологии» (2004)
3. «Камера для распыления аллергенов»
4. «Способ диагностики свинцовой интоксикации»
5. «Способ лечения хронической свинцовой интоксикаций»

• Монографии:
1. «Гигиена труда в магниевом производстве» (2001)
2. «Оценка влияния экологических факторов на репродуктивное здоровье женщин в промышленном городе» (2012)
3. «Титано-магниевое производство: оценка профессионального риска, степени тяжести труда, состояния здоровья работающих» (2014)
4. «Профессиональные селения г. Усть-Каменогорск» (2004)
5. «Оценка фонового состояния здоровья населения Курчумского района при осуществлении космического пуска с космодрома «Байконур» (2007-2009)
6. «Влияние экологических факторов на здоровье населения, проживающего на урбанизированных территориях» (2010-2012)

• Публикации в периодических изданиях и сборниках
1. Бар, байлығың денсаулық  / З.Қ. Сұлтанбеков // Дидар. - 1998. - 12 ақпан. - Б.3.
2. Өмірді еңбек қана мәнді етеді  / З. Қ. Сұлтанбеков// Дидар. - 2010. - 21 маусым. - Б. 5.
3. Система оценки и управление профессиональным риском в титано-магниевом производстве на основе реальных оценок гигиенических условий труда  / З. К. Султанбеков, С. К. Карабалин, Т. А. Таткеев // Медицина. - 2006. - № 4. - С. 65-68.
4. Проблемы охраны здоровья рабочих промышленных предприятий Восточно-Казахстанской области  / З. К. Султанбеков// Гигиена труда и мед.экология. - 2006. - № 1. - С. 3-11.
5. Перспективность методики вариабельности сердечного ритма при донозологической диагностики  / З. К. Султанбеков // Гигиена, эпидемиология және иммунобиология. - 2009. - № 4. - С. 22-26.
6. Современные методические подходыдонозологической гигиенической диагностики / З. К. Султанбеков // Здоровье и болезнь. - 2009. - № 6. - С. 5-11.
7. Актуальные вопросы здоровья населения и охраны окружающей среды крупного промышленного города  / З. К. Султанбеков // Салауатты өмiр салтын қалыптастырудың, аурудың алдын алудың және денсаулықты нығайтудың өзектi мәселелерi = Актуальные вопросы формирования ЗОЖ, профилактики заболеваний и укрепления здоровья. - 2010. - № 4. - С. 34-37.
8. Пути совершенствования качества проведения медицинских осмотров работников вредных производств для раннего прогнозирования риска развития профзаболеваний / З. К. Султанбеков/ Гигиена труда и медицинская экология.- 2014. - № 3. - С. 64-74.

## Награды и звания
1. Доктор медицинских наук (2005)
2. Профессор (2007)
3. Академик Международной Академий Наук Экологии, Безопасности Человека и Природы (МАНЭБ) (Россия 2009)
4. «Отличник здравоохранения РК» (1999)
5. Медаль «10 лет независимости Республики Казахстан» (2001)
6. Медаль «Алтын дәрігер» (Национальная медицинская Ассоциация 2011)